# When Love Takes Over
When Love Takes Over je první singl ze čtvrtého studiového alba One Love francouzského DJ Davida Guetty, který vytvořil spolu s americkou R&B zpěvačkou Kelly Rowland.
V roce 2009 se dočkala nominace v MTV Europe Music Awards v kategorii „Nejlepší píseň“. O rok později získala cenu při udílení 52. Grammy v kategorii „Best Remixed Recording, Non-Classical“, nominována byla taktéž v kategorii „Best Dance Recording“.

## Autoři
„When Love Takes Over“ byla nahrána ve studiu Gum Prod v Paříži a zmixována ve studiích Super Sonic Scale.
- Skladatelé: Kelly Rowland, Miriam Nervo, Olivia Nervo, David Guetta, Frédéric Riesterer
- Producenti: David Guetta, Frédéric Riesterer
- Mixování: Véronica Ferraro
- Mastering: Bruno Gruel